# Choi Byung-chul
Choi Byung-Chul (hangul: 최병철, hanja: 崔秉哲), född den 24 oktober 1981, är en sydkoreansk fäktare som tog OS-brons i herrarnas florett i samband med de olympiska fäktningstävlingarna 2012 i London.